# Маркиз (остров)
Марки́з (тат. Маркиз утравы) — небольшой необитаемый остров на Куйбышевском водохранилище, территориально входит в Вахитовский район города Казань с 2013 года (ранее входил в Верхнеуслонский район Республики Татарстан). Расположен по правую сторону от судоходного фарватера реки Волга, напротив речного порта города Казань.

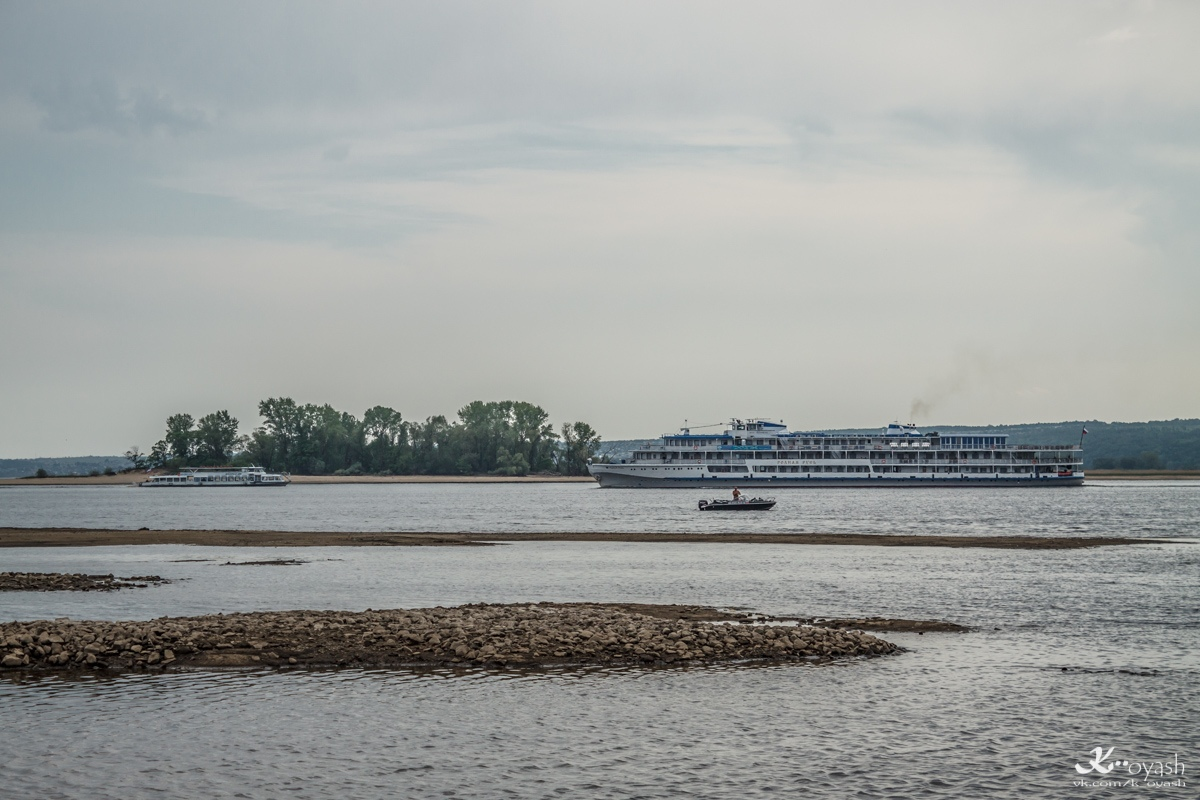
Теплоход "Родная Русь" на фоне острова, вид с Новой Дамбы в период мелководья

Остров покрыт лесом. Берег, выходящий на фарватер, песчаный, остальные берега заболоченные. На острове отсутствуют какие-либо постройки. С 2003 года на острове стоит памятник погибшим яхтсменам.

## История
До заполнения водохранилища в 1956—58 годах был частью гораздо большего острова, также называемого Маркиз, занимавшего пространство от русла Волги до протоки Козьей Воложки, отделявшей его от левого услонского берега и пересыхавшей в межень. Изначальный остров Маркиз был практически полностью затоплен, помимо современного Маркиза на поверхности воды остались также небольшие Услонские острова.
Наличие островов напротив Казани ещё в ханское время подтверждается многими летописями, в частности, упоминался Гостиный остров, на котором проводились крупные ярмарки. В дальнейшем русло Волги много раз меняло своё направление, положение островов менялось довольно сильно (так, в начале XX века недалеко от Маркиза отделился от берега ныне затопленный Казанский остров). Более-менее современное положение острова прослеживается на лоциях с XIX века. Остров был известен издавна под многими названиями, в частности, Песчаный.

### История названия
Популярная история современное название острова объясняет тем, что в 1767 году Екатерина Великая, путешествуя на галере «Тверь», подарила многие близлежащие к Казани земли маркизу Паулуччи. Однако род Паулуччи появился в России значительно позже екатерининского времени. В окрестностях Казани известны приобретения земель его представителями в 1880-х. На лоциях 1911 года остров обозначен, как остров Маркизы Паулуччи. Несмотря на то, что в дальнейшем островом владел купец Мусин, за ним так и закрепилось название «Маркиз». Однако единого общепринятого официального названия не было — так, в 1930 году газета «Красная Татария» упоминала Маркиз как «остров Паулуччи».

### Маркиз как место отдыха
Остров Маркиз с его пляжами, лугами, лесами и заводями был излюбленным местом отдыха казанцев на протяжении первой половины XX века, с казанским берегом его связывала паромная переправа. На острове (в возвышенной, наименее затопляемой части, где и сохранился не затопленным современный остров) располагался дом отдыха, развлекательная инфраструктура — так называемый Городок Палаток, прообраз более поздних баз отдыха для рабочего класса. В Городке Палаток были созданы условия для семейного отдыха и занятий спортом, тут же располагались военизированные слёты. Во время войны часть лугов на острове была распахана под огороды, горожане ловили в озёрах на острове рыбу.
После наполнения Куйбышевского водохранилища дом отдыха на острове перестал существовать, регулярные пассажирские рейсы на остров не осуществляются. В то же время остров продолжает пользоваться популярностью для «дикого» отдыха среди яхтсменов и судоводителей Казани, на острове проводятся фестивали и дискотеки.